# Staats-Shintō

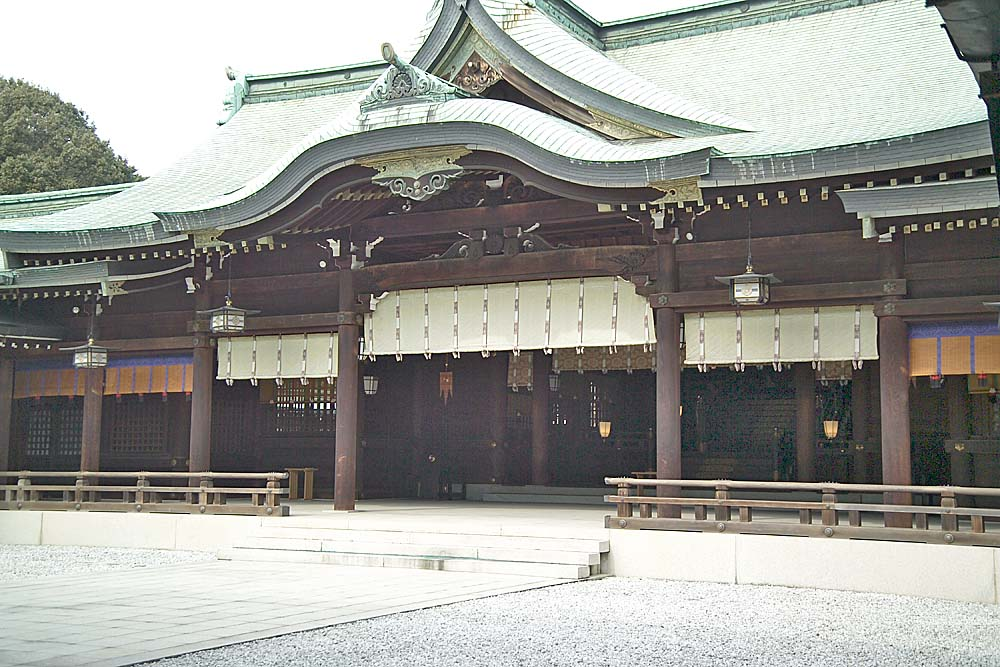
Der 1912–20 nach der Ideologie des Staats-Shintō errichtete Meiji-Schrein

Der Staats-Shintō (jap. 国家神道 kokka shintō) war im engeren Sinn der von der Meiji-Restauration bis zur Niederlage im Zweiten Weltkrieg in Japan von der Regierung als Staatsideologie geförderte Shintō, ab 1900 ausschließlich der Schrein-Shintō.
Er sollte im Sinne einer nationalen Einung Japans eine Rekonstruktion der ursprünglichen und reinen nationalen japanischen Gebräuche und Sitten sein, wie es sie vor der Ankunft der ausländischen Glaubenssysteme (Buddhismus, Konfuzianismus, Daoismus, Christentum) in Japan gegeben haben soll. Ab wann es Shintō als eigenständige Religion tatsächlich gegeben hat, ist weder historisch noch religionswissenschaftlich geklärt. Vom Historiker Kuroda Toshio (1926–93) wurde sogar die These vertreten, die Vorstellung vom Shintō als einer indigenen Religion sei erst in der Kokugaku unter Motoori Norinaga entwickelt worden. Diese Ansicht gilt aber keinesfalls als gesichert.
Der Begriff „Staats-Shintō“ ist kein originär japanischer Begriff, er wurde bereits im späten 19. Jahrhundert von Autoren außerhalb Japans bzw. ausländischen Beobachtern in Japan gebraucht. Seine Übersetzung ins Japanische fand erst nach Ende des Zweiten Weltkriegs statt, zuvor gab es keinen entsprechenden japanischen Begriff. Dort wurde nur eine Unterscheidung zwischen Sekten-Shintō (kyōha shintō) und Schrein-Shintō (jinja shintō) getroffen.
Die politischen und geschichtlichen Bedingungen des Staats-Shintō gehen bis in die Zeit vor der Taika-Reform zurück, wobei sich der Begriff „Staats-Shintō“ in seiner allgemeinen Bedeutung auf diese gesamte Vorgeschichte als auch auf die Zeit nach Kriegsende beziehen kann.
Da in der Meiji-Verfassung nach europäischem Vorbild die Religionsfreiheit vorgeschrieben war, wurde von offizieller Seite die Ansicht vertreten, dass der staatlich propagierte und betriebene Schrein-Shintō keine Religion sei. Die Schreine wurden verschiedenen Institutionen innerhalb des Innenministeriums bzw. des Bildungsministeriums unterstellt (siehe dazu auch die Tabelle der Institutionen) und erhielten Unterstützung aus öffentlichen Kassen. Nach dem Ende des Zweiten Weltkriegs durch die Kapitulation Japans wurde der Staats-Shintō vom Generalkommando der Alliierten durch das später „Shintō-Direktive“ genannte Dekret aufgelöst.

## Geschichtliche Vorbedingungen

### Vor der Taika-Reform
Bereits in den ältesten japanischen Schriften aus dem achten und neunten Jahrhundert ist die bedeutsame Rolle des Shintō und vor allem der Shintō-Schreine für das japanische Staatswesen belegt. Zwar findet sich in diesen Schriften eine starke Vermischung von Mythologie und geschichtlichen Fakten. Aber auch ausländische Schriften über die japanische Geschichte wie das chinesische Wei Zhi aus der Zeit der drei Reiche bestätigen etliche überlieferte politische Umstände.
Dazu gehörte die Verschränkung des dominanten japanischen Klan-Wesens mit den Schreinen. Jeder Klan hatte einen eigenen Kami (vgl. Ujigami). Die diesem gebührende, gemeinsam im Schrein praktizierte Verehrung einte den jeweiligen Klan. Im Zuge der Konsolidierung und Hierarchisierung der Machtverhältnisse gewannen die Schreine als Hauptorte der Verehrung der Kami der Klans, die über immer größere Gebiete und mehr Menschen herrschten, mehr und mehr an geopolitischer Bedeutung.
Den vorläufigen Höhepunkt fand diese Entwicklung in der Errichtung des Yamato-Hofes als zentrale Autorität des japanischen Nationalstaats im frühen vierten Jahrhundert. Eng damit zusammenhängend, verlief die Entwicklung des Ise-Schreins, der spätestens seit der Regierungszeit von Kaiser Yūryaku als bedeutendste und wichtigste Stätte des nationalen Shintō galt. Seit der Regierungszeit von Kaiser Sujin bekleidete jeweils eine unverheiratete Prinzessin des japanischen Kaiserhauses, eine sogenannte Saiō (斎王), dort das Amt der Hohepriesterin. Seit langer Zeit und auch noch gegenwärtig wird in ihm auch der Heilige Spiegel yata no kagami, eine der drei Throninsignien Japans aufbewahrt, die unverzichtbar zur Thronbesteigung des japanischen Kaisers sind.

### Taika-Reform
Die Taika-Reform beendete die Zeit der Klan-Herrschaft in Japan und begründete das japanische Kaiserreich mit dem japanischen Kaiserhof als oberste und zentrale Autorität der neu gegründeten Provinzen und Distrikte. Zeitgleich mit den gesetzlichen Regelungen zur Uniformierung des japanischen Nationalstaats wurden mehrere staatliche Bestimmungen für die Ausübung des Shintō festgelegt. Besonders bedeutsam waren in diesem Zusammenhang die umfassenden Gesetzestextsammlungen des Taihō-Kodex von 701 sowie des Yōrō-Kodex von 718. Mit dem letzteren wurde das zentrale Kami-Amt (jingikan) begründet. Ebenfalls im achten Jahrhundert entstand der jingiryō (Kodex über die Kami des Himmels und der Erde). Dieser beinhaltete konkrete Anweisungen für Zeremonien, Feste und die administrativen Angelegenheiten der Schreine. Der denryō (Kodex über Landpachtung) machte besondere Ausnahmen für Schreine und Tempel, Land länger als die üblichen 6 Jahre zu pachten.
927 wurden mit dem Engishiki (延喜式 ‚Codex der Engi-Ära‘) umfassende Erhebungen und Unterteilungen in Bezug auf das Schrein-System gemacht. In ihm wurde die Gesamtzahl der Schreine auf etwa 30.000 geschätzt. 3.000 davon wurden als kanpaisha (Regierungsschrein) oder kansha (Zentralregierungsschrein) klassifiziert, denen damit kaiserliche Opfergaben (kanpei) durch das Kami-Amt am Frühlings-Gebetsfest (toshigoi no matsuri) zukamen. Ähnliche von staatlicher Seite verpflichtende Opfergaben (kokuhei) existierten bereits seit 798 für die großen Schreine der Provinzen (später National-Schreine bzw. Volks-Schreine (kokuheisha)) und die Gouverneure der Provinzen.

### Militärherrschaft / Shōgunat
Die 1185 mit Minamoto no Yoritomo beginnende Militärherrschaft des Shōgunats brachte keine wesentlichen politischen Veränderungen für den Shintō hervor. Die rechtlichen Privilegien der Schreine, die zu dieser Zeit bereits oftmals aktiv mit den vielzähligen neu entstandenen und mächtigen Shōen zusammenarbeiteten, wurden von den Shōgunen nicht angetastet. Auch wurde dem Shintō im Vergleich mit dem im 6. Jahrhundert in Japan eingeführten Buddhismus keine Vorzugsstellung eingeräumt.
Ab der Herrschaftszeit des Shōgun Ashikaga Yoshimasa brachen mehrere Bürgerkriege (wie der Ōnin-Krieg) und innere Machtkämpfe im Reich aus, die Aggressionen gegen die jeweils miteinander im Streit liegenden Familien richtete sich infolgedessen auch gegen die ihnen zugehörigen Shintō-Schreine und buddhistische Tempel gleichermaßen, wobei viele Gebäude zerstört wurden. In diese Zeit fällt auch die Begründung des Yoshida-Shintō durch Yoshida Kanetomo (1435–1511), einer Schule des Shintō, die erstmals den Begriff Shintō als Eigenbezeichnung übernahm und bis zu Beginn der Meiji-Restauration die führende Autorität in verwaltungstechnischen Fragen der Organisation des Shintō innehatte. Die Periode der kriegerischen Auseinandersetzungen endete mit der Herrschaft des Shōgun Toyotomi Hideyoshi. Ihr folgte eine Periode des zentral gesteuerten Wiederaufbaus, die ab 1635 auch in verwaltungstechnischer Hinsicht abgeschlossen war und in religionspolitischer Hinsicht in der Einrichtung des Magistrats für Tempel und Schreine (寺社奉行 jisha bugyō) kulminierte. Diese Institution des Bakufu bestimmte über eine neue, pyramidale Hierarchie von Haupt- und Zweigtempeln und -schreinen (本末制度 honmatsu seido; zu Deutsch etwa „Haupt-und-Nebentempel-System“) die rechtlichen Normen und Grundlagen der religiösen Praxis.
Das im Rahmen der Christenverfolgung des frühen 17. Jahrhunderts eingeführte Volkszählungssystem wurde bezeichnenderweise hauptsächlich über die buddhistischen Tempel praktisch umgesetzt (寺請制度 terauke seido; zu Deutsch etwa „System der Tempel-Bestätigungen“). Dieses System besagte, dass jeder Japaner über einen Tempel seinen Glauben zu registrieren habe (was danach durch eine Glaubensbescheinigung (terauke) bestätigt wurde).

## Meiji-Zeit

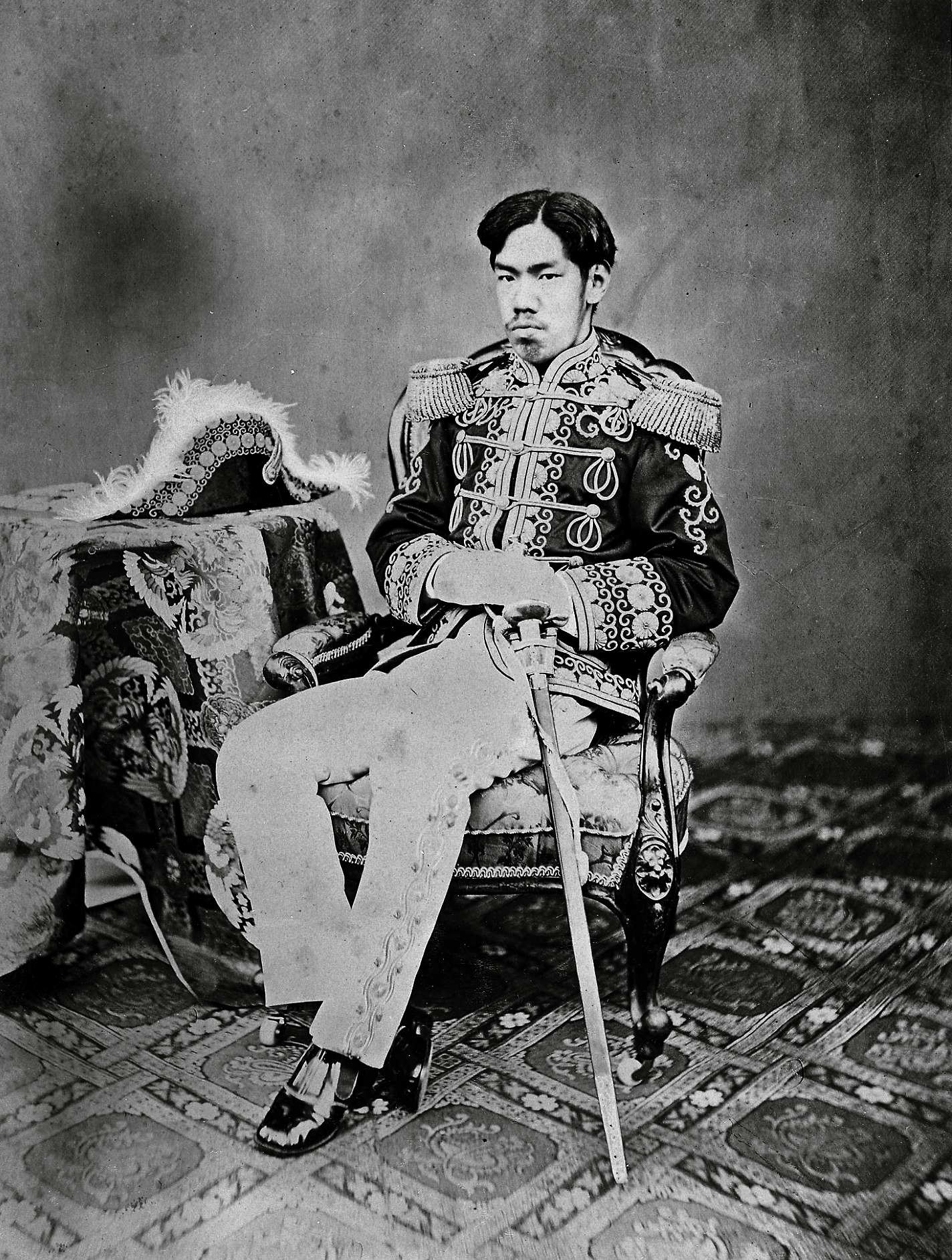
Der Meiji-Kaiser, 1873

### Meiji-Restauration – Hirata-Shintō, Shinbutsu-Bunri und das Kami-Amt
Der Beginn der Meiji-Restauration, welche die Einigung Japans unter der symbolischen Figur des Tennō im neuen japanischen Kaiserreich zum Ziel hatte, zeichnete sich durch blutige Bürgerkriege aus. Vor allem zum Gedenken an den nationalen Verdienst der Gefallenen des Boshin-Krieges wurde 1869 der Yasukuni-Schrein errichtet, in dem noch heute alle japanischen Militärs verehrt werden, die für ihr Land gestorben sind.
Von Anfang an war der Shintō die wesentliche ideologische Grundlage der politischen Reformer, die mit Verweis auf die direkte Verwandtschaft des Tennō mit dem mythischen Kaiser Jimmu die Wiederherstellung des japanischen Kaiserreichs anstrebten.
Dies war insbesondere auch eine Forderung der Shintōisten der Hirata-Fraktion, einer Gruppierung, die sich auf den edozeitlichen Kokugaku-Gelehrten Hirata Atsutane (1776–1843) berief. Gefordert wurde eine durch philologische Studien der klassischen japanischen Literatur zu befördernde nationale Rückbesinnung auf den reinen, ursprünglichen Shintō, ohne die Beeinflussung durch Buddhismus und Konfuzianismus. Weiterhin sollte mit der Rückgabe der Regierungsgewalt an den als Kami verehrten Kaiser auch die Einheit von Religion und Staat hergestellt werden. Ein weithin akzeptierter Grundmythos für diesen ideologischen Kern der staatlichen Politik (auch bekannt als „nationales Gemeinwesen“ oder „Nationalwesen“; kokutai) ist der folgende Auszug aus dem Nihonshoki, in welchem die Sonnengöttin Amaterasu-ō-mi-kami ihren Enkelsohn Jimmu zur Herrschaft über die japanischen Inseln beruft:

„Dieses Land der eintausend-fünfhundert herbstlichen frischen Ähren des Schilfgefildes ist die Region, welche meine Nachkommen als Herrscher beherrschen sollen. Gehe du, mein souveräner erlauchter Enkel, hin und regiere es! Möge das Blühen und Gedeihen der himmlischen Dynastien wie Himmel und Erde ohne Ende dauern!“

Eine englische Übersetzung der Passage jüngeren Datums lautet:

“This Reedplain Land of Fifteen Thousand Autumns of Fair Riceears is the country over which my descendants shall be lords. Do thou, my August Grandchild, proceed thither and rule over it. Go! and may prosperity attend thy dynasty, and it shall, like Heaven and Earth, endure forever.”

Die Meiji-Regierung setzte diese Forderungen des sogenannten Restaurations-Shintō (復古神道 fukko shintō) um. Noch im Februar des ersten Jahres des politischen Umbruchs 1868 durch die Restauration wurden die Shinbutsu-Bunri-Gesetze zur Trennung des Shintō vom Buddhismus erlassen. Bis dato waren buddhistische Tempel und shintōistische Schreine aufs engste in religiöser und philosophischer Tradition, aber auch in konkreten Standorts- und Verwaltungsfragen miteinander verflochten gewesen (vgl. Shinbutsu-Shūgō). Durch die Shinbutsu-Bunri-Gesetze wurden diese Verflechtung gesetzlich aufgehoben und die Trennung von Tempeln und Schreinen gesetzlich vorgeschrieben. Im Rahmen dieser Gesetzgebungen kam es zu massiver staatlicher als auch öffentlicher Unterdrückung der Buddhisten in Japan. Auch wurden wesentlich religiöse Einrichtungen und Aufgaben (wie das Begräbnis) gesetzlich Stück für Stück von der Verantwortlichkeit bzw. der Eigentümerschaft des Buddhismus in die des Shintō überführt.

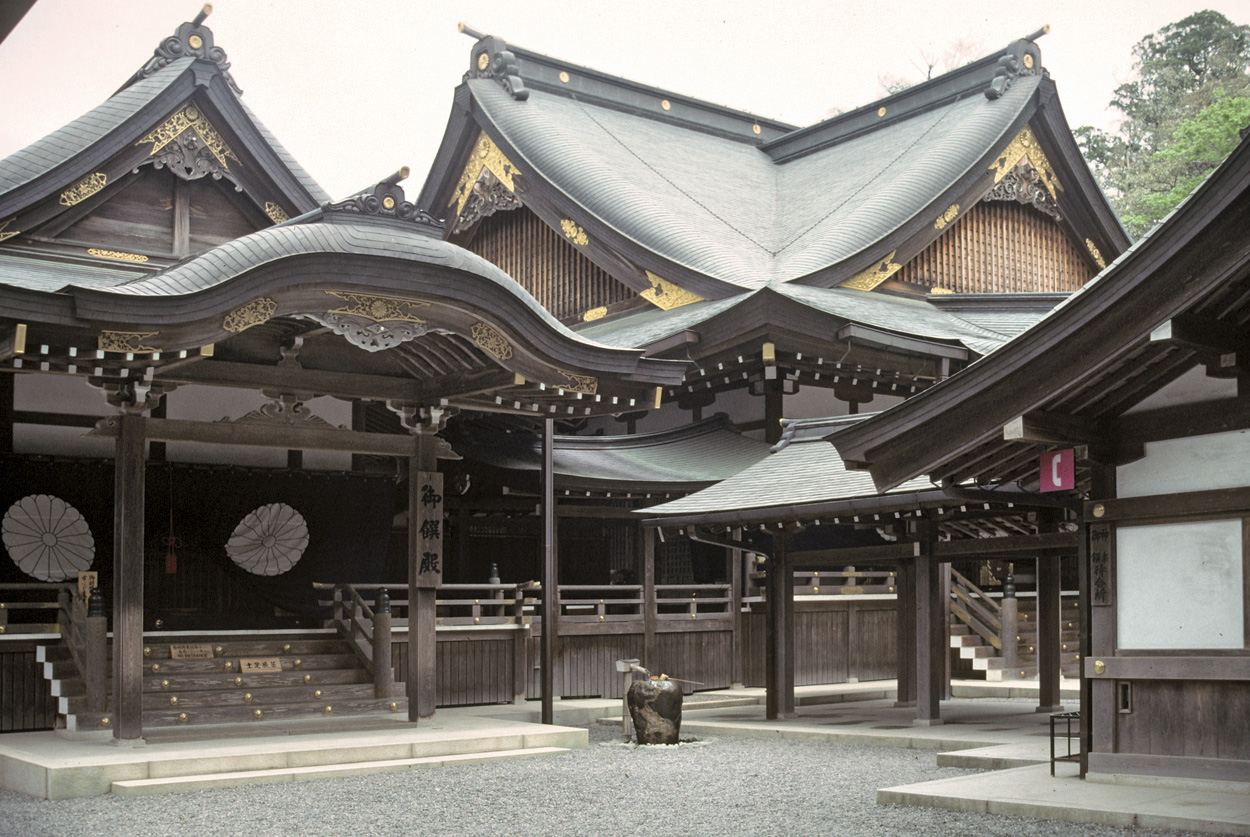
Der Innere Ise-Schrein

Im selben Jahr wurde auf Anraten Hirata Kanetanes (1801–1882) das zentrale Kami-Amt (jingikan) aus dem Yōrō-Codex der Nara-Zeit wieder ins Leben gerufen. Seine Aufgabe war die Bestimmung der gesetzlichen und verwaltungstechnischen Regeln des Staats-Shintō, darunter die Verstaatlichung des Schrein-Eigentums, die Abschaffung der Erblichkeit des Priestertums und die Einführung eines verbindlichen Rangsystems von Priestern und Schreinen. Mitte 1868 wurden der Ise-Schrein, sowie weitere große Schreine (taisha) und die Schreine, die durch kaiserliche Boten verehrt worden waren (chokusaisha) dem zentralen Kami-Amt direkt unterstellt, die übrigen Schreine fielen unter die Zuständigkeit regionaler Verwaltungsstellen. Im Dezember 1868 wurden alle Regierungsbezirke, Daimyate und Präfekturen angewiesen, genaue Berichte über alle Schreine in ihrem Verwaltungsbereich anzufertigen, die im Engishiki Erwähnung gefunden hatten, sowie solche, die sonst wie besondere lokale Bedeutung hatten. Weitere ähnliche Berichte wurden bis 1870 angefordert. Mitte 1869 wurde das Kami-Amt innerhalb der Regierung dem Staatsrat an Befugnisgewalt gleichgestellt.
1869 begründete das Kami-Amt die Institution der Propagandisten der Shintō-Lehre (宣教師 senkyōshi) „zur geistigen Führung des Volkes, um das Fundament der neuen Regierung zu festigen“. Diese setzten sich zunächst aus der Gesamtheit der Shintō-Priester und der lokalen Gouverneure sowie ihrer Räte zusammen. 1870 erging ein kaiserlicher Erlass, der die Große Lehre (大教 taikyō) verkündete. Dies wurde zum Anlass genommen, in den Städten und manchen ländlichen Gegenden Propagandabüros einzurichten. Dabei wurde den Anhängern des Hirata-Shintō eine Vorrangstellung eingeräumt.

### Tennō, Gleichschaltung und Verstaatlichung

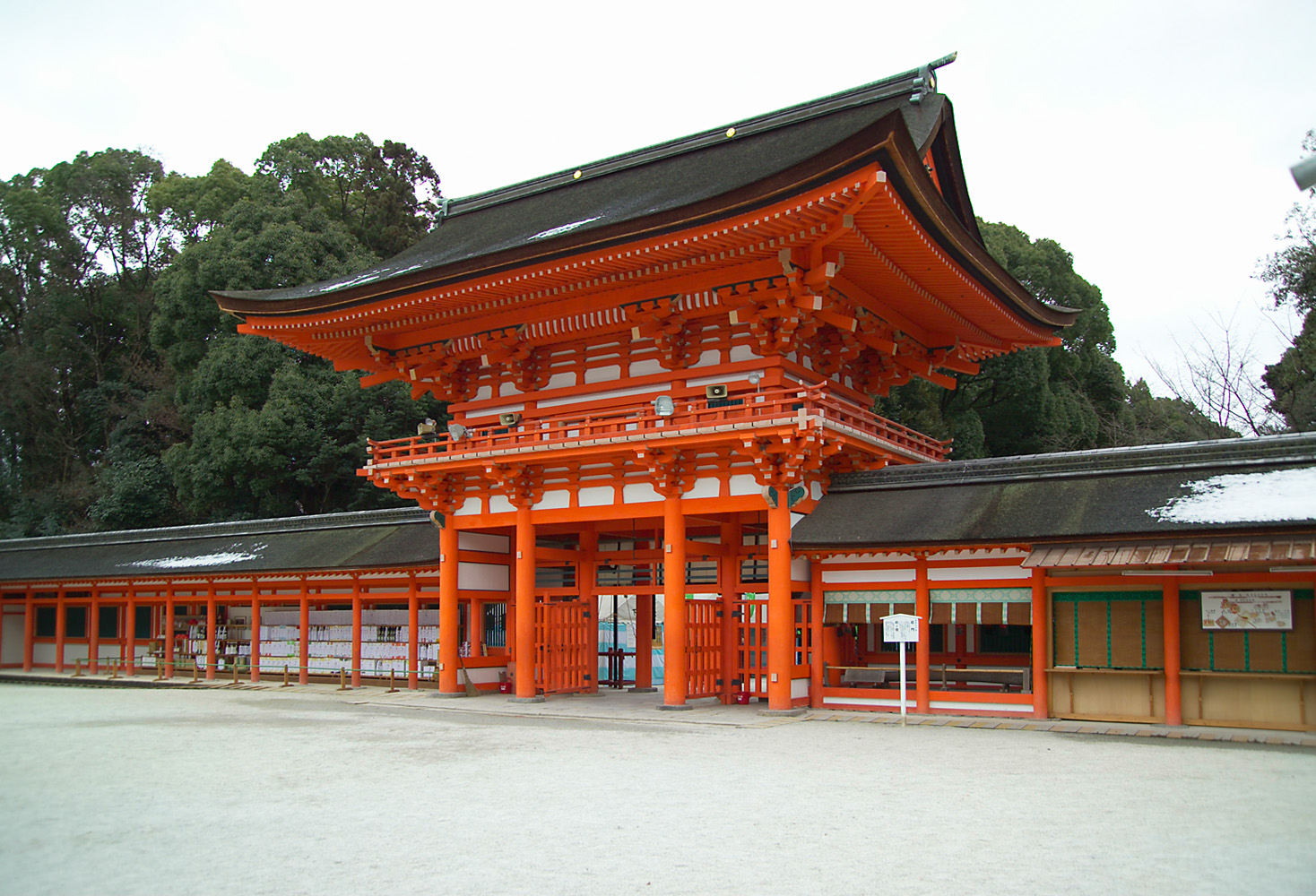
Tor des Shimogamo-Schreins, Teil des Kamo-Schreins

Als Resultat der Restaurations-Bewegung kam dem Tennō immense Bedeutung für den staatlichen Shintō-Kult zu. War vormals nur die Verehrung der Schreine durch kaiserliche Boten üblich, besuchte der Meiji-Kaiser nun persönlich den Kamo-Schrein in Kyōto, bevor er seine Residenz nach Tokio verlegte. Dort angekommen besuchte er unmittelbar den Hikawa-Schrein (in der Nähe von Omiya). 1869 besuchte er als erster Tennō den Ise-Schrein.
Gleichzeitig wurde die politische Gleichschaltung der Schreine und Tempel vorbereitet. Am 19. Februar 1869 wurde den Schreinen und Tempeln das Recht auf Ernennung und Entlassung der Dorfbeamten und die Zuständigkeit für die Religionsregister entzogen und den Daimyaten übertragen. Davon unangetastet blieb zunächst die Eigentümerschaft über den Grundbesitz aus der Feudalzeit und die damit verbundenen Einkünfte durch Steuereinziehung, wobei die Festlegung der Höhe mittlerweile auch Sache der Daimyōs geworden war.
Am 23. Februar 1871 dann jedoch wurde den Schreinen und Tempeln die Übertragung der Rechte an sämtlichen Ländereien an den Staat befohlen (mit Ausnahme lediglich der unmittelbaren Schrein- bzw. Tempelgelände und der Ländereien, die von den Schreinen oder Tempeln direkt selbst bestellt wurden). Die zukünftige Finanzierung der Schreine sollte durch staatliche Zuschüsse in Form von Reis-Einheiten geschehen, wobei die Menge nach den Durchschnittseinnahmen der letzten sechs Jahre errechnet wurde, wozu im Juli 1871 umfangreiche Erhebungen über Eigentumsverhältnisse und Bilanzen der Schreine durchgeführt wurden.
1871 wurde die Abschaffung des erblichen Priesteramts gesetzlich realisiert, indem eine Erklärung des Staatsrates verkündete, die Ausführung der Shintō-Riten sei keiner einzelnen Familie vorbehalten, vielmehr seien sie Riten des Staates (kokka no sōshi). Im Zuge dessen wurde das Shintō-Schrein-Priestertum vollständig den nationalen, präfekturalen und lokalen Regierungsstellen unterstellt. Diese hatten über Zulassung, Unterstützung, Disziplinarverfahren und Ausschluss der Priester zu entscheiden.
In der Mitte desselben Jahres wurde ebenfalls eine systematische Abstufung der Schreine auf einem pyramidalen Prinzip mit dem Ise-Schrein an der Spitze etabliert. Erstmals waren damit alle Schreine bis zum niedersten Dorfschrein in eine umfassende Hierarchie erfasst. Nach der vorläufig endgültigen Festlegung sah das System wie folgt aus:
- kansha (Zentralregierungsschrein)
  - kanpeisha (Regierungsschrein bzw. Reichsschrein)
    - kanpa taisha (Großer Regierungsschrein)
    - kanpei chūsha (Mittlerer Regierungsschrein)
    - kanpei shōsha (Kleiner Regierungsschrein)

  - kokuheisha (Nationalschrein bzw. Landesschrein)
    - kokuhei taisha (Großer Nationalschrein)
    - kokuhei chūsha (Mittlerer Nationalschrein)
    - kokuhei shōsha (Kleiner Nationalschrein)
- shōsha (sonstiger Schrein) bzw. minsha (Volksschrein)
  - fusha (Stadtschrein bzw. Regierungsbezirksschrein)
  - hansha (Clanschrein bzw. Daimyatschrein; wurden nach der Umwandlung der Daimyate in Präfekturen in kensha umklassifiziert)
  - kensha (Präfekturschrein)
  - gōsha (Regionalschrein)
  - sonsha (Dorfschrein)
  - mukakusha (Schreine ohne Rang)

Die Unterscheidung zwischen kanpeisha und kokuheisha war in weiten Teilen nur nominell. Der wesentliche Unterschied bestand darin, dass für die offiziellen Feste der kanpeisha das Schrein-Amt zuständig war, für die Feste der kokuheisha waren dies die Regionalbehörden. Für eine Aufnahme in den Rang eines kanpeisha war eine Erwähnung im Engishiki oder eine sonstige Nennung in den sechs offiziellen japanischen Reichsgeschichten (rikkokushi) notwendiges Kriterium. Alle kansha wurden zudem komplett durch die jeweils zuständigen Regierungsstellen finanziert.
Die shōsha waren sämtlich den Regionalbehörden unterstellt. Die Einstufung zu den gōsha war anfänglich noch an die unscharfe Definition der Lokalgottheiten (ubusunagami, vgl. Ujigami) gebunden, später dann durch eine regionale Deckung der gōsha mit den Familienregister-Bezirken bestimmt, wobei mind. etwa 1.000 Haushalte in mehreren Dörfern vorausgesetzt wurden. Traten in einer Region mehrere Schreine auf, die für den Rang des gōsha in Frage kamen, wurde der lokal geeignetste ausgewählt und die übrigen Schreine diesem untergeordnet. Die Klasse dieser übrigen Schreine wurde später zu einer selbständigen, die der sonsha.
Außerdem kam am 4. Juni 1872 noch die Sonderklasse der bekkaku-kanpei-taisha bzw. bekkaku-kanpeisha mit der Erhebung des Minatogawa-Schrein in diesen Rang hinzu. Diese Klasse war den kan/kokuhei shōsha gleichgestellt, war jedoch nominell den kanpei shōsha untergeordnet. Zu ihnen gehörte seit dem 4. Juni 1879 der Tokioter Shōkonsha, der gleichzeitig in Yasukuni-jinja umbenannt wurde.
Darüber hinaus bildete der Ise-Schrein eine eigene Klasse für sich, die über allen anderen Schreinklassen stand.

### Taikyō – die Große Lehre

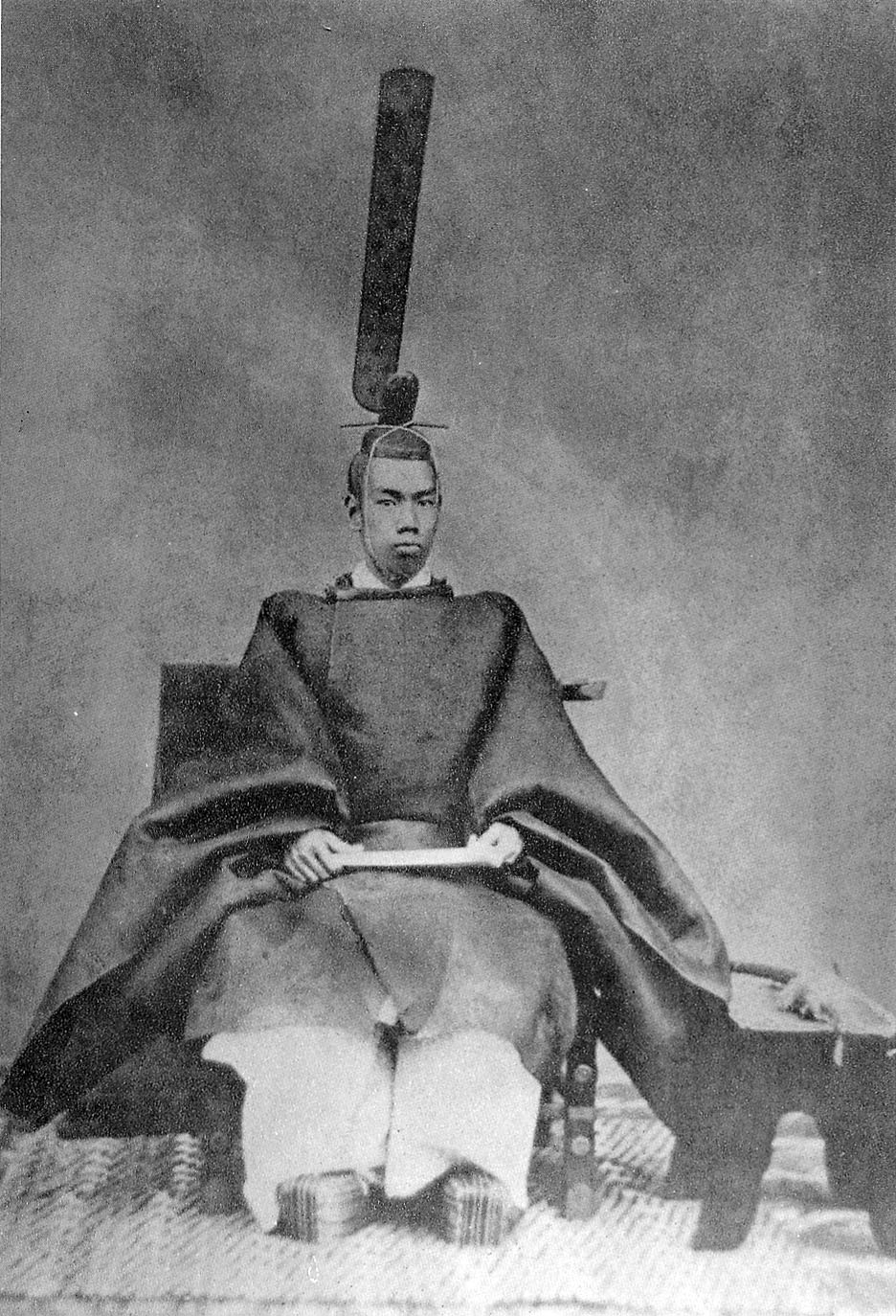
Der Meiji-Kaiser, 1872

1872 änderte sich die Religionspolitik Japans wesentlich. Mit der im März erfolgten Abschaffung des Shinto-Religionsministeriums (jingishō) und der Gründung des neuen Religionsministeriums (kyōbushō) waren nun erstmals alle Religionsgemeinschaften Japans bis auf das Christentum einer zentralen Regierungsinstitution untergeordnet. Gleichzeitig wurde die bisherige Institution der Propagandisten der Shintō-Lehre in die neue der Ethik-Lehrer (kyōdōshoku) überführt, in der nun auch buddhistische Priester an der Verkündigung der Großen Lehre teilnehmen durften. Durch die Einbindung der einflussreichen buddhistischen Priester erhoffte man sich eine (bis dato erfolglos gewesene) Indoktrination auch der ländlichen Gegenden Japans, deren religiöse Tradition überwiegend buddhistisch geblieben war. Außerdem erlaubte man auch anderen religiösen Gemeinschaften und Individuen, die Funktion der Ethik-Lehrer auszuüben, um eine möglichst vollständige legale Einbindung der relevanten religiösen Kräfte des Landes in die Propagierung der staatlichen Ideologie zu gewährleisten.
Grundvoraussetzung für eine Anerkennung als Ethik-Lehrer war die verbindliche Beachtung der vom Religionsministerium formulierten drei Lehrgebote (sanjō kyōken) der Großen Lehre:
1. Übereinstimmung mit dem Geist der Verehrung gegenüber den Kami und Liebe für den Kaiser
2. Klarstellung des himmlischen Prinzips und des menschlichen Wegs
3. Lobpreisung des Kaisers und Gehorsam gegenüber dem Kaiserhaus

Der tatsächliche Inhalt dieser Lehrgebote, wie auch die Große Lehre selbst, blieb größtenteils vage. Die genaue Interpretation wurde den einzelnen Ethik-Lehrern anheimgestellt. Zumeist handelte es sich dabei um eine allgemeine, an konfuzianischen Idealen orientierte, Erziehung des japanischen Volkes zu guten Staatsbürgern, die pünktlich ihre Steuern zahlen, ihre Kinder zur Schule schicken und die Wehrpflicht annehmen sollten, darüber hinaus ging es aber auch um die Austreibung diverser, als von der Regierung abergläubisch und rückständig gescholtener Bräuche, wie die Verwendung des traditionellen japanischen Mondkalenders (siehe Japanische Zeitrechnung). Gleichzeitig wurde die Ausübung von Shintō-Riten propagiert.
Die Hohepriester des Ise-Schreins wurden als oberste Instanz der Ethik-Lehrer eingesetzt, in vielen Regionen waren aber de facto auch buddhistische Priester, ehemalige Daimyō und andere ehemalige Mitglieder des alten Adels für die Indoktrination der Bevölkerung zuständig. Überall im Land wurden systematisch Lehrstellen eingerichtet. Mit etwa 100.000 solcher Einrichtungen, die im kleinsten Fall sogar in Privatwohnungen untergebracht waren, betrieb die Regierung die umfassende Propagierung des neuen japanischen Kaiserreichs im Sinne der Großen Lehre.
Dieser Ansatz schlug jedoch praktisch fehl. So ließ sich die buddhistische Lehre nicht völlig unter die staatliche Doktrin subsumieren, und eigenständige buddhistische Ideen begannen so auf von der Regierung unerwünschte Weise neben der staatlichen Propaganda das japanische Volk zu erreichen, was der Idee der Regierung von der Einung von Kult und Staatswesen im Volksglauben widersprach. Insbesondere Vertreter des Auslands beklagten darüber hinaus in der internationalen Öffentlichkeit die massive staatlich betriebene Verletzung der Religionsfreiheit.
Ab Mai 1875 wurde die Arbeit der Ethik-Lehrer weitestgehend eingestellt und die oberste Lehranstalt, das daikyōin auf Antrag von buddhistischer Seite aufgelöst. Als Ersatz wurde das halb-staatlich, halb-privat geführte Shinto-Sekretariat (神道事務局 shintō jimukyoku) als zentrale Geschäfts- und Verbindungsstelle des nicht über die Schreine organisierten Shintō gegründet. Die von 1876 bis 1882 selbständig gewordenen Shintō-Sekten bestanden zum größten Teil aus sich vom Shinto-Sekretariat abspaltenden Formierungen. 1886 wurde das Sekretariat zur eigenständigen Sekte (神道本局 shintō honkyoku bzw. 神道大教 shintō taikyō).
Von nun stand jedoch nicht mehr die Lehre, sondern der Kult im Vordergrund der Planung des Staats-Shintō.

### Die Säkularisierung der Schreine
Nach der Abschaffung des Religionsministeriums im Januar 1877 wurde im Innenministerium die neue Schrein- und Tempelbehörde (shajikyoku) eingerichtet. Trotz der Eingliederung in ein eigenständiges Ministerium behielt diese Behörde bis ins Jahr 1900 die Zuständigkeit für alle religiösen Fragen (erstmals auch der christlichen) inne.
Die Geschäftsverteilung der Schrein- und Tempelbehörde von 1878 sah unter anderem die Regelung folgender Aufgabenbereiche vor:
- „die Errichtung von Schreinen und Tempeln“ (§ 1)
- „die Gründung von Sekten oder ihr Verbot, sowie Spaltungen, Zusammenschlüsse, Reformen von Sekten und Änderungen von Sekten-Bezeichnungen“ (§ 7)
- „Entscheidung von Streitigkeiten in Glaubenslehren“ (§ 14)

1882 wurde Shintō-Priestern von der Schrein- und Tempelbehörde die Ausübung der Funktion des Ethik-Lehrers offiziell verboten (1884 wurde die Institution der Ethik-Lehrer als solche schließlich auch formal abgeschafft), ebenso die Durchführung von Begräbniszeremonien. Im Mai des Jahres 1882 erging ein Erlass, der die Registrierung aller Shintō-Sekten als eigenständige Organisationen unter dem Namenszusatz kyōha (Sekte) statt der bis dato üblichen Registrierung über die staatlich anerkannten Schreine (jinja) befahl. Sie wurden damit als selbständige Religionsgemeinschaften eingestuft. Ihre Kultstätten durften fortan auch nicht mehr als Schreine (jinja) bezeichnet werden, sie erhielten stattdessen die Bezeichnung kyōkai (Lehrstätte).
1889 wurde die Meiji-Verfassung verabschiedet. Artikel 28 garantierte die Religionsfreiheit. Dort heißt es:

„Alle japanischen Untertanen genießen, soweit es nicht gegen Frieden und Ordnung verstösst, und nicht ihren Pflichten als Untertanen Abbruch tut, Freiheit des religiösen Bekenntnisses.“

Der Shintō fand in der Verfassung keine besondere Erwähnung. In seinem damals nicht veröffentlichten Kommentar zum Artikel 28 hatte Hermann Roesler, einer der wichtigsten Berater bei der Ausarbeitung der Verfassung, bereits auf die Möglichkeit einer eventuellen Einrichtung einer Staatsreligion hingewiesen. Der Artikel 28 sah, anders als die anderen Artikel, keine gesetzliche Bestimmung und Begrenzung seines Inhalts vor.
Das am 30. Oktober 1890 ergangene Kaiserliche Erziehungsedikt appellierte in konfuzianischem Ton an die Bürger, soziale Grundwerte zu ehren, die seit ewigen Zeiten der japanischen Nation zu eigen gewesen wären, darunter durchaus bereits geläufigen Werte wie Ehrfurcht vor den Eltern, die Güte gegenüber den Geschwistern und die Wahrhaftigkeit unter Freunden, gleichzeitig aber auch moderne Forderungen wie Respekt gegenüber der Verfassung, Einhaltung der Gesetze und Opferbereitschaft gegenüber dem Staat zur Wahrung des kaiserlichen Throns. Die gemahnten Gebote wurden sämtlich auf die göttlichen kaiserlichen Ahnen und ihre ewige geltende Unfehlbarkeit zurückgeführt. Dieser legendäre Ursprung der postulierten Sitten und der Gehorsam ihnen gegenüber wurde als „Glorie des fundamentalen Charakters Unseres Reichs“ (kokutai no seika) bezeichnet.
1891 wurden die Shintō-Priester unter die disziplinarrechtliche Verfügungsgewalt gewöhnlicher, öffentlicher Staatsbeamte gestellt.
1899 erging eine Weisung der Schrein-Behörde, die den Religionsunterricht an öffentlichen und privaten Schulen verbot. Die Lehren des Schrein-Shintō standen hingegen auf jeder Schule im Moralunterricht auf dem Plan. Für Privatschulen über dem Grundschulniveau wurde die Weisung nicht besonders streng umgesetzt.
Im April 1900 erfolgte dann die Abschaffung der Schrein- und Tempelbehörde und die gleichzeitige Gründung zweier neuer Behörden im Innenministerium: Der Schreinbehörde (jinjakyoku) und der Religionsbehörde (shūkyōkyoku). Die Kaiserliche Verfügung Nr. 136 vom 26. April teilte Schreine und Schrein-Shintō in das Aufgabenressort der Schreinbehörde, „alle Angelegenheit in Bezug auf Religion“ in das Aufgabenressort der Religionsbehörde ein.
Der Schrein-Shintō wurde damit bis Ende des Zweiten Weltkriegs seitens der Regierung als rein staatlicher Kult eingestuft.
1911 erging ein Erlass des Bildungsministeriums, dass Schulkinder von nun an die Schreine regelmäßig aufzusuchen hätten. Tatsächlich konnten diese Verpflichtungen von Bürgern zur Teilnahme an den staatlichen Riten explizit mit dem Artikel 28 der Verfassung begründet werden, da dieser die Religionsfreiheit eben dort einschränkte, wo die Religion ansonsten die Ausübung der bürgerlichen Pflichten behindert hätte und „Frieden und Ordnung“ ein soziales Primat war, dessen Definition ungenau genug war, um von Staats wegen seine Einhaltung mit nahezu allen Mitteln zu fordern.

## Nach der Meiji-Zeit

### Taishō-Zeit
Die kurze Periode der Taishō-Zeit brachte keine wesentlichen Änderungen im Staats-Shintō. Jedoch zeigten sich bereits die ersten theoretischen Probleme bei der genauen Definition des Wesens des Schrein-Shintō.
1913 wurde die Religionsbehörde dem Innenministerium aus- und dem Bildungsministerium eingegliedert, in welchem sie bis 1942 tätig sein sollte.
Auf allgemeinen Protest der verschiedenen nicht-shintōistischen Konfessionen und auch der weltlichen ausländischen Presse wurden immer wieder von der Regierung neue Bekanntmachungen erlassen, die im Wesentlichen die Auffassung bekräftigten, es handele sich beim Staats-Shintō nicht um eine Religion, sondern um einen Staats-Kult und dass eine Ablehnung eines solchen einzig auf mangelnde vaterländische Gesinnung zurückzuführen sein könne.
Im April 1916 erklärte die Schreinbehörde:

„Welche Gedanken und Glaubensvorstellungen das Volk haben mag, die Regierung sieht in den Schreinen nichts Religiöses. Und ob es dem Volke wünschenswert erscheinen mag, sich die Schreine wieder wie früher zu denken und zu erklären, die Regierung denkt gegenwärtig nicht daran, das zu unterstützen. Sie erwartet einfach Respekt vor den Schreinen und glaubt, dass die Schreine auch von denen verehrt werden können, die eine Religion haben, ohne dass sie dadurch in Konflikt kommen oder sich belästigt fühlen. Man mag darüber, was hinsichtlich der religiösen Haltung gegenüber den Schreinen zu geschehen habe, denken, was man will, die Regierung wird sich neutral verhalten, gemäß dem Grundsatz, dass der religiöse Glaube frei bleiben soll.“

1926 wurde der Ausschuss zur Untersuchung des religiösen Systems (shūkyō seido chōsakai) gegründet. Er sollte das Verhältnis von Schreinen zur Religion klären, um die theoretische Vorlage für ein geplantes, neues Religionsgesetz zu liefern. Der Ausschuss kam jedoch zu keinem Ergebnis und der dem Parlament 1927 vorlegte Entwurf des Religionsgesetzes wurde abgelehnt.

### Shōwa-Zeit bis Kriegsende
Die 1929 erfolgte Gründung des Ausschusses zur Untersuchung des Schrein-Systems (jinja seido chōsakai) machte deutlich, dass zur rechtlichen Klärung der komplizierten, theoretischen Trennung von Schrein-Shintō und Religion nicht nur ein Religionsgesetz, sondern auch ein Schreingesetz nötig sein würde. Der neue Ausschuss sollte trotz langwieriger und detailreicher Untersuchungen und Debatten jedoch bis Kriegsende zu keinem Ergebnis kommen.
1935 wurde ein neuer Entwurf für ein „Gesetz über die Religionsgemeinschaften“ (宗教団体法 Shūkyō dantai hō) erarbeitet, welches am 8. April 1939 verabschiedet wurde und am 1. April 1940 mit dem Kaiserlichen Erlass (勅令 chokurei) Nr. 855 vom Dezember 1939 in Kraft trat. Es stellte einen durch ultranationalistische Politiker hergestellten Kompromiss umfassender vorhergehender Debatten dar, ein ähnlicher Entwurf war 1929 abgelehnt worden. Der erste Artikel des Gesetzes, welcher seine Objekte definierte, erwähnte nicht den Schrein-Shintō:

„§1 Als Religionsgemeinschaften werden in diesem Gesetz shintoistische Sekten (kyôha), buddhistische Denominationen (shûha) und christliche oder sonstige religiöse Vereinigungen (kyôdan) (im folgenden abkürzend Sekten, Denominationen und religiöse Vereinigungen genannt) sowie Tempel und Kirchen bezeichnet.“

Die kritischen Stimmen der anderen Konfessionen in Japan verstummten fast vollständig mit Beginn des Pazifikkriegs 1937.
Am 7. Dezember 1941 erklärte Japan mit einem Kaiserlichen Edikt den Vereinigten Staaten von Amerika und dem Britischen Empire den Krieg. Es wurde in den Folgejahren am Jahrestag der Kriegserklärung in Schreinen überall in Japan nochmals in Zeremonien verlesen, wobei erwartet wurde, dass jeder japanische Haushalt mittels mindestens eines Repräsentanten an ihnen teilnahm.

### Shōwa-Zeit nach Kriegsende

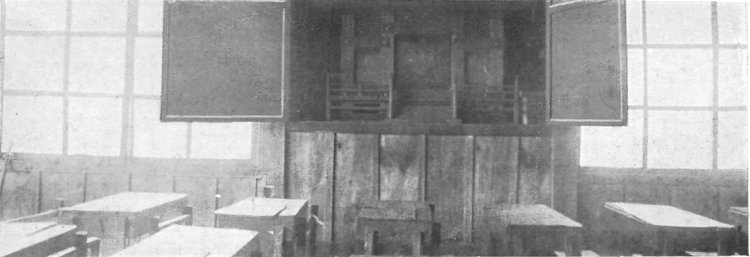
Kleinere Innen-Schreine (kamidana) in Schulen wurden nach Kriegsende verboten. Der abgebildete Schrein enthielt ein Porträt des Tennō.

Mit der bedingungslosen Kapitulation Japans am 15. August 1945 endete der Zweite Weltkrieg mit einer Niederlage Japans. Die Alliierte Besatzungsmacht in Japan war vertreten durch den Supreme Commander for the Allied Powers (SCAP). Die Potsdamer Deklaration vom 26. Juli (nicht zu verwechseln mit dem Potsdamer Abkommen) forderte von der japanischen Regierung, alle Hindernisse für eine Wiederbelebung und Stärkung demokratischer Tendenzen im japanischen Volk zu beseitigen. Die Redefreiheit, Religions- und Gedankenfreiheit sollten ebenso wie der Respekt vor den fundamentalen Menschenrechten hergestellt werden.
Im Sinne der Umsetzung dieser Forderungen erließ SCAP am 15. Dezember 1945 die „Direktive über die Abschaffung der von der Regierung ausgehenden Trägerschaft, Unterstützung, Bewahrung, Kontrolle und Verbreitung des Staats-Shintō“ (Directive on the Abolition of Governmental Sponsorship, Support, Perpetuation, Control, and Dissemination of State Shinto), in Japan einfach auch als Shintō-Direktive (神道指令 Shintō Shirei) bekannt. Das Hauptziel der an die japanische Regierung gerichteten Direktive war die tatsächliche und vollständige politische und ökonomische Trennung von Religion und Staat. Darüber hinaus untersagte sie den Missbrauch der Religion, insbesondere des Shintō, zur Verbreitung militaristischer und ultranationalistischer Ideologien.
Die Unterstützung der Schreine durch öffentliche Gelder wurde durch die Direktive verboten, die Shintō-Doktrin aus den Schulbüchern verbannt. Letzterer Umstand war teilweise Ursache für den später immer wieder neu entfachten Streit um den Inhalt der Schulbücher und dessen Bestimmung durch den japanischen Staat.
Ungefähr zur gleichen Zeit war, ebenfalls auf Betreiben des SCAP, das Gesetz über die Religionsgemeinschaften abgeschafft und durch den neuen Erlass über die Religionsgesellschaften abgelöst worden, der nun erstmals Shintō-Schreine auch als potentielle Religionsgesellschaften definierte.
Alle die religiöse Angelegenheiten administrativ direkt kontrollierenden Regierungsinstitutionen wurden bis März 1946 abgeschafft. Bereits zuvor, am 23. Januar, hatten sich 80.000 der etwa 100.000 landesweit registrierten Schreine unter dem neuen, privat geführten Dachverband, der Assoziation der Shintō-Schreine (神社本庁 Jinja-Honchō) zusammengeschlossen.
Artikel 20 der am 3. Mai 1947 in Kraft getretenen, neuen Japanischen Verfassung garantierte erneut die Glaubensfreiheit und verbot gleichzeitig die Privilegierung religiöser Organisationen durch den Staat, die Ausübung jeglichen Zwangs auf Personen, an religiösen Aktivitäten teilzunehmen, sowie die Ausübung jeglicher religiöser Aktivitäten seitens des Staates. Artikel 89 der Verfassung untersagte darüber hinaus jegliche finanzielle Unterstützung zu Verwendung, Nutzen oder Erhalt religiöser Einrichtungen oder Assoziationen.

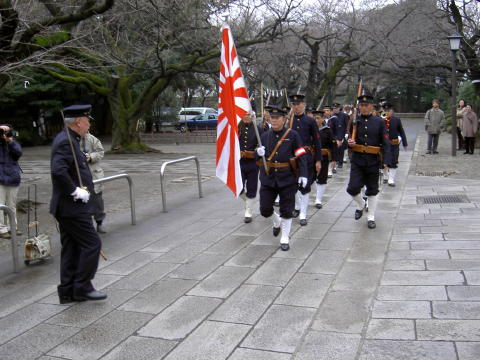
Japanische Veteranen im Yasukuni-Schrein, 11. Februar 2003

Der Artikel 89 war in den folgenden Jahrzehnten noch oft Gegenstand langwieriger juristischer und politischer Diskussionen und Interpretationen (vergleiche hierzu den Rechtsstreit um das Jichinsai von Tsu). Die tief in die Gesellschaft und Kultur reichenden Wurzeln der Religionen Japans machten eine absolute Trennung von Staat und Religion unmöglich und hätte, wortwörtlich umgesetzt, sogar zu einer Diskriminierung religiöser Organisationen geführt. Gegenstand ständiger Kontroversen ist auch die mögliche staatliche Trägerschaft für so bedeutende Schreine wie den Yasukuni-Schrein, die nationale Stätte der Verehrung der Kriegstoten Japans.

## Institutionen
Diese Tabelle bietet einen Überblick über die wesentlichen Regierungs-Institutionen Japans seit der Meiji-Restauration bis zur Gegenwart, unter deren Zuständigkeit die religiösen Gruppierungen in Japan standen bzw. stehen, gekennzeichnet durch dunkelgraue Einfärbung der jeweiligen Zellen.
| Mit religiösen Fragen beauftragte Regierungs-Institutionen      | Mit religiösen Fragen beauftragte Regierungs-Institutionen                                         | Mit religiösen Fragen beauftragte Regierungs-Institutionen | Mit religiösen Fragen beauftragte Regierungs-Institutionen | Gruppen unter der jeweiligen Zuständigkeit | Gruppen unter der jeweiligen Zuständigkeit | Gruppen unter der jeweiligen Zuständigkeit | Gruppen unter der jeweiligen Zuständigkeit | Gruppen unter der jeweiligen Zuständigkeit |
| Japanischer Name                                                | Übersetzter Name                                                                                   | Gründung                                                   | Abschaffung                                                | Schreine                                   | Sekten(1)                                  | Buddh.                                     | Christentum                                | Andere                                     |
| --------------------------------------------------------------- | -------------------------------------------------------------------------------------------------- | ---------------------------------------------------------- | ---------------------------------------------------------- | ------------------------------------------ | ------------------------------------------ | ------------------------------------------ | ------------------------------------------ | ------------------------------------------ |
| Jingi Jimu-ka (神祇事務科)                                      | Abteilung für Shinto-Angelegenheiten                                                               | Januar 1868                                                | Februar 1868                                               |                                            |                                            |                                            |                                            |                                            |
| Jingi Jimu-kyoku (神祇事務局)                                   | Behörde für Shinto-Angelegenheiten                                                                 | Februar 1868                                               | April 1868                                                 |                                            |                                            |                                            |                                            |                                            |
| Jingi-kan (神祇官)                                              | Kami-Amt                                                                                           | April 1868                                                 | August 1871                                                |                                            |                                            |                                            |                                            |                                            |
| Mimbu-shō Shajigakari (民部省社寺掛)                            | Ministerium für Zivile Angelegenheiten, Abteilung für Schreine und Tempel(2)                       | Juli 1870                                                  | Oktober 1870                                               |                                            |                                            |                                            |                                            |                                            |
| Mimbu-shō Jiin-ryō (民部省寺院寮)                               | Ministerium für Zivile Angelegenheiten, Tempel-Behörde                                             | Oktober 1870                                               | Juli 1871                                                  |                                            |                                            |                                            |                                            |                                            |
| Ōkura-shō Koseki-ryō Shaji-ka (大蔵省戸籍寮社寺課)              | Finanzministerium, Behörde für Volkszählungs-Registrierungen, Abteilung für Schreine und Tempel(3) | Juli 1871                                                  | März 1872                                                  |                                            |                                            |                                            |                                            |                                            |
| Jingi-shō (神祇省)                                              | Shinto-Religionsministerium                                                                        | August 1871                                                | März 1872                                                  |                                            |                                            |                                            |                                            |                                            |
| Kyōbu-shō (教部省)                                              | Religionsministerium                                                                               | März 1872                                                  | Januar 1877                                                |                                            |                                            |                                            |                                            |                                            |
| Naimu-shō Shaji-kyoku (内務省社寺局)                            | Innenministerium, Schrein- und Tempelbehörde                                                       | Januar 1877                                                | April 1900                                                 |                                            |                                            |                                            |                                            |                                            |
| Naimu-shō Jinja-kyoku (内務省神社局)                            | Innenministerium, Schreinbehörde                                                                   | April 1900                                                 | November 1940                                              |                                            |                                            |                                            |                                            |                                            |
| Naimu-shō Shūkyō-kyoku (内務省宗教局)                           | Innenministerium, Religionsbehörde                                                                 | April 1900                                                 | Juni 1913                                                  |                                            |                                            |                                            |                                            |                                            |
| Mombu-shō Shūkyō-kyoku (文部省宗教局)                           | Bildungsministerium, Religionsbehörde                                                              | Juni 1913                                                  | November 1942                                              |                                            |                                            |                                            |                                            |                                            |
| Naimu-shō Jingiin (内務省神祇院)                                | Innenministerium, Schrein-Ausschuss                                                                | November 1940                                              | Februar 1946                                               |                                            |                                            |                                            |                                            |                                            |
| Mombu-shō Kyōka-kyoku Shūkyō-ka (文部省教化局宗教課)            | Bildungsministerium, Bildungsbehörde, Religions-Abteilung                                          | Februar 1942                                               | November 1943                                              |                                            |                                            |                                            |                                            |                                            |
| Mombu-shō Kyōgaku-kyoku Shūkyō-ka (文部省教学局宗教課)          | Bildungsministerium, Behörde für Bildungsangelegenheiten, Religions-Abteilung                      | November 1943                                              | Oktober 1945                                               |                                            |                                            |                                            |                                            |                                            |
| Mombu-shō Shakaikyōiku-kyoku Shūkyō-ka (文部省社会教育局宗教課) | Bildungsministerium, Behörde für Soziale Bildung, Religions-Abteilung                              | Oktober 1945                                               | März 1946                                                  |                                            |                                            |                                            |                                            |                                            |
| Mombu-daijin-kambō Shūmu-ka (文部大臣官房宗務課)                | Sekretariat des Bildungsministeriums, Abteilung für religiöse Angelegenheiten                      | März 1946                                                  | August 1952                                                |                                            |                                            |                                            |                                            |                                            |
| Mombu-shō Chōsa-kyoku Shūmu-ka (文部省調査宗務課)               | Untersuchungs-Behörde des Bildungsministeriums, Abteilung für religiöse Angelegenheiten            | August 1952                                                |                                                            |                                            |                                            |                                            |                                            |                                            |

1 Hiermit sind ausdrücklich nur die Shintō-Sekten gemeint.
2 kontrollierte nur diejenigen Schreine, die nicht unter direkter Kontrolle des jingikan standen.
3 kontrollierte nur diejenigen Schreine, die nicht unter direkter Kontrolle des jingikan oder des jingishō standen.